# Kom we gaan
Kom we gaan is een nummer van de Nederlandse zanger Guus Meeuwis uit 2019. Het is de eerste single van zijn twaalfde studioalbum Deel zoveel.
Het nummer is een Nederlandstalige bewerking van het Portugese nummer Oquelávai van de Lissabonse band D.A.M.A. Meeuwis vertelde bij Bart Arens op NPO Radio 2 dat hij het nummer hoorde tijdens een vakantie in Portugal. Hij verstond de tekst niet, maar toch raakte het nummer hem, waardoor hij besloot om er een Nederlandse versie van te maken. "Kom we gaan" werd een bescheiden hitje in Nederland. Het bereikte de eerste positie in de Tipparade.